# ラジ&ピース
『ラジ＆ピース』は、絲山秋子の小説、および、それを表題作とし、他一篇を収録した著書。

## 概要
群馬在住の絲山が、地元の架空のFM局を舞台に、自分のことが嫌いなラジオ女子アナ（相馬野枝）をヒロインに描いた表題作中篇と、名前が回文になっている女（中野香奈）が同姓同名の福島県生まれの女と意気投合して、恋人を捨てる様を描いた他一篇『うつくすま　ふぐすま』（タイトルは福島県のキャッチフレーズ『うつくしま、ふくしま』の東北訛り）から成る。

## 表題作『ラジ＆ピース』

### あらすじ
野枝というブスなラジオアナウンサーが仙台から高崎に越してくる。野枝は美丈夫というニックネームの元カレについてのアンビバレントな記憶に取り憑かれつつ、新たな就職先であるFM上州で昼の二時間番組を担当する。女医と知り合ったり、恐妻センター前橋というペンネームのリスナーと会ったり、寂れた前橋の中心街を散策したりしているうちに地元に馴染んでゆく。

### こぼれ話
FM群馬のキャンペーンと本作品は連動していた。キャンペーンの名前が本作と同名だった。ちなみに本局は前橋に在る。
キャンペーン用ポスター

## うつくすま、ふぐすま

### あらすじ
慎一郎という男と付き合っている香奈には、もう恋の終わりが見えている。そんなとき、妹から電話があり、同姓同名の中野さんを紹介され意気投合してしまう。中野さんは自転車に乗れない。それなのに自転車が買いたいという。そして……。